# Juan Pablo Torres
Juan Pablo Torres (sinh 26 tháng 7 năm 1999) là một cầu thủ bóng đá Hoa Kỳ thi đấu ở vị trí tiền vệ trung tâm cho Lokeren tại Jupiler Pro League.

## Sự nghiệp câu lạc bộ
Torres thi đấu cho câu lạc bộ học viện, Georgia United ở quê nhà. Ngày 26 tháng 7 năm 2017, anh ký bản hợp đồng chuyên nghiệp đầu tiên với đội bóng hạng cao nhất Bỉ, Lokeren. Ngày 26 tháng 8 năm 2017, Torres ra mắt chuyên nghiệp, thay thế cho Koen Persoons vào phút thứ 90 trong trận đấu với trước K.A.S. Eupen.

## Sự nghiệp quốc tế
Torres sinh ra ở Hoa Kỳ và có gốc Colombia. Torres được triệu tập vào nhiều đội trẻ khác nhau, ra sân 7 lần với đội U-15 và 4 lần cùng với U-16 và U-18.